# Hefersweiler
Hefersweiler là một đô thị thuộc huyện Kusel, bang Rheinland-Pfalz, phía tây nước Đức. Đô thị Hefersweiler có diện tích 7,2 km², dân số thời điểm ngày 31 tháng 12 năm 2006 là 521 người.